# Czerwonka (powiat kozienicki)
Czerwonka – wieś sołecka w Polsce położona w województwie mazowieckim, w powiecie kozienickim, w gminie Grabów nad Pilicą.
| SIMC    | Nazwa    | Rodzaj    |
| ------- | -------- | --------- |
| 0621653 | Stefanów | część wsi |

W latach 1975–1998 miejscowość należała administracyjnie do województwa radomskiego.
Przez miejscowość przebiega droga wojewódzka nr 730. 
Wierni kościoła rzymskokatolickiego należą do parafii Świętej Trójcy w Grabowie nad Pilicą.